# Bad English
Bad English was een Amerikaanse rockband die actief was tussen 1988 en 1991. De band werd opgericht in Los Angeles (Californië).
De band bestond uit zanger John Waite, bassist Ricky Phillips , toetsenist Jonathan Cain, allen eerder lid van The Babys, gitarist Neal Schon (uit Journey) en drummer Deen Castronovo. De groep scoorde in eigen land een nummer 1-hit met When I See You Smile. In Nederland had Bad English hits met Straight to Your Heart  en Time Stood Still. 

## Discografie

### Albums
| Album met eventuele hitnotering(en) in de Nederlandse Album Top 100 | Datum van verschijnen | Datum van binnenkomst | Hoogste positie | Aantal weken | Opmerkingen |
| ------------------------------------------------------------------- | --------------------- | --------------------- | --------------- | ------------ | ----------- |
| Bad English                                                         | 19-06-1989            | -                     |                 |              |             |
| Backlash                                                            | 1991                  | 14-12-1991            | 32              | 13           |             |

### Singles
| Single met eventuele hitnotering(en) in de Nederlandse Top 40 | Datum van verschijnen | Datum van binnenkomst | Hoogste positie | Aantal weken | Opmerkingen                            |
| ------------------------------------------------------------- | --------------------- | --------------------- | --------------- | ------------ | -------------------------------------- |
| Straight to Your Heart                                        | 1991                  | 28-09-1991            | 31              | 3            | #41 in de Single Top 100               |
| Time Stood Still                                              | 1992                  | 18-01-1992            | 7               | 7            | #19 in de Single Top 100 / Alarmschijf |

### NPO Radio 2 Top 2000
| Nummer met noteringen in de NPO Radio 2 Top 2000 | '07  | '08 | '09  | '10  | '11  | '12  | '13  | '14  | '15  | '16  | '17  |
| ------------------------------------------------ | ---- | --- | ---- | ---- | ---- | ---- | ---- | ---- | ---- | ---- | ---- |
| Time Stood Still                                 | 1095 | -   | 1374 | 1314 | 1284 | 1501 | 1569 | 1405 | 1352 | 1237 | 1843 |

1. ↑  Een '-' betekent dat het nummer niet was genoteerd en een vetgedrukt getal geeft de hoogste notering aan.
2. ↑  2007 was het eerste jaar met een notering voor dit nummer.
3. ↑  Deze tabel is bijgewerkt tot en met de laatste editie (2024).